# Bretten
Bretten è una città tedesca di 28 466 abitanti, situata nel land del Baden-Württemberg.
È situata a circa 23 km a NE di Karlsruhe e circa 62 km a NO di Stoccarda.
Il personaggio più famoso della città è Filippo Melantone, nome italianizzato di Philipp Melanchthon nato Philipp Schwarzerdt (Bretten, 16 febbraio 1497 – Wittenberg, 19 aprile 1560), umanista e teologo tedesco, amico personale di Lutero e uno dei maggiori protagonisti della Riforma protestante.

## Galleria d'immagini

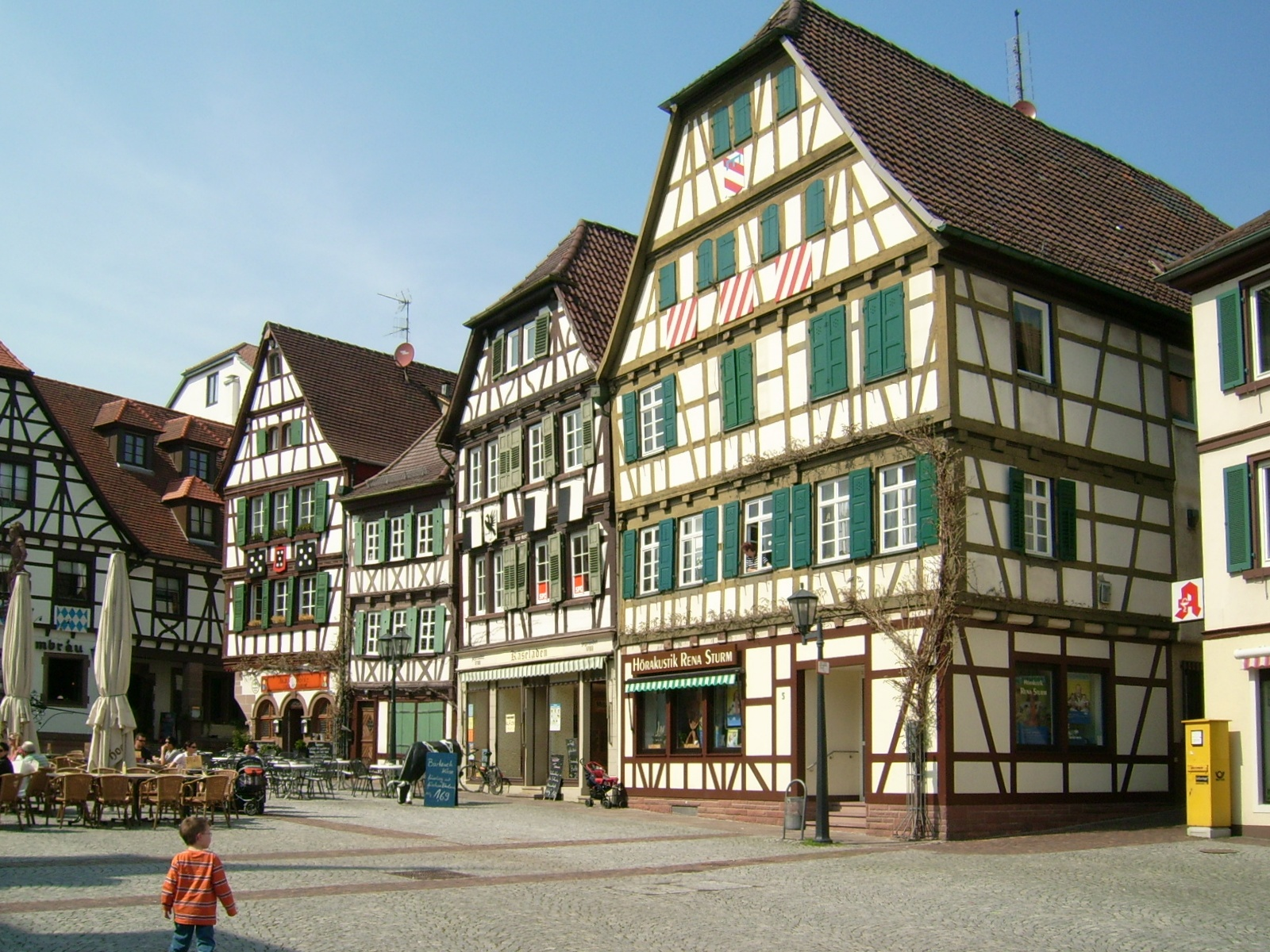
Marktplatz